# Nancy Mases
Nancy Mases, född 1975, är en svensk före detta friidrottare (tresteg). Hon tävlade för Kvarnsvedens GoIF.